# 금요일 밤의 열기
금요일 밤의 열기(Thank God It's Friday)는 미국에서 제작된 로버트 클레인 감독의 1978년 코미디 영화이다. 테리 넌 등이 주연으로 출연하였고 롭 코헨 등이 제작에 참여하였다.

## 출연

### 주연
- 테리 넌
- 도나 썸머
- 칙 베네라
- 레이 비트
- 바야 워렌
- 제프 골드브럼
- 발레리 랜스버그

### 조연
- 산드라 윌
- 데브라 윙거
- 필 애덤스
- 힐러리 빈
- 주디스 브라운
- 마리앤 번치
- 웨이드 콜린스
- 코시 코스타
- 맥킨타이어 딕슨
- 마이클 더렐
- 알 팬
- 존 프리에드릭
- 해리 골드
- 낸시 L. 해몬드
- 스티븐 하트리
- 안드레아 하워드
- 하워드 이츠코위츠
- 폴 자바라
- 드웨인 제시
- 로빈 멘큰
- 니콜라스 쉴즈
- 뮤즈 스몰

## 제작진
- 공동제작: 필립 M.골드파브
- 협력프로듀서: 안소니 마스터스
- 협력프로듀서: 로렌 슐러 도너
- 미술: 톰 H. 존
- 배역: 제인 페인버그
- 배역: 마이크 펜튼